# Eurytoma walshi
Eurytoma walshi är en stekelart som beskrevs av Howard 1897. Eurytoma walshi ingår i släktet Eurytoma och familjen kragglanssteklar.
Artens utbredningsområde är:
- Kuba.
- Grenada.

Inga underarter finns listade i Catalogue of Life.